# Pandrup skoleidræt 1965
|  | Denne artikel er oprettet af botten Steenthbot ud fra en ekstern database. Den kan derfor have sproglige fejl eller mangler. Denne skabelon kan fjernes efter kontrol af indholdet. |

Pandrup skoleidræt 1965 er en dansk dokumentarisk optagelse fra 1965.

## Handling
Alle skolebørn på Pandrup Skole cykler afsted til idrætsdag. Først ser vi udendørs pigehåndbold, så rundbold, fodbold for drengene, højdespring, drengehåndbold, mere højdespring, stafetløb for drenge og for piger og til sidst præmieoverrækkelse.